# Jacob Erftemeijer
Jacob Erftemeijer (* 20. července 1989, Nijmegen, Nizozemsko) je český herec.

## Život
Narodil se v nizozemském Nijmegenu, později se s rodiči přestěhoval do Prahy, jeho otec je Nizozemec a matka Češka.
Vystudoval herectví na Pražské konzervatoři pod vedením Jany Preissové a Jaroslava Satoranského.
V roce 2011 začal studium herectví na katedře činoherního divadla DAMU pod vedením Miroslavy Pleštilové, Milana Schejbala a Michala Pavlaty. Během studií na konzervatoři a DAMU hostoval v mnoha divadelních společnostech, v Divadle na Vinohradech, Národním divadle, Moravskoslezském divadle, či v divadle Semafor. Sám se při studiích na DAMU začal zabývat režií a vytvořil se svými spolužáky inscenaci „Some Voices“ podle textu Joe Penhalla. Podílel se na vzniku mnoha inscenací, ať už jako dramaturg či jako autor hudby. V krimiseriálu Specialisté ztvárňoval kpt. Tomáše Berana.
Mimo divadlo se zajímá o hudbu a sám ji aktivně provozuje. Při studiích založil se svými spolužáky ZEA Luxurians Trio, kde působí jako DJ. Členem souboru Švandova divadla je od roku 2015.

## Filmografie

### Filmy
| 2018 | Balada o pilotovi (TV film) |
|      | Jan Palach                  |
| 2024 | Vlny                        |

### TV seriály
| 2020 | Einstein – Případy nesnesitelného génia (TV seriál) |
|      | Balistika (E02)                                     |
|      | Specialisté (TV seriál)                             |
|      | Velký pád (S05E04)                                  |
|      | Synové (S05E03)                                     |
|      | Vysvobození (S05E02)                                |
|      | Muž bez paměti (S05E01)                             |
|      | V přímém přenosu (S04E25)                           |
|      | Domove, sladký domove (S04E24)                      |
|      | Tekuté zlato (S04E23)                               |
|      | Lži (S04E22)                                        |
|      | Pod maskou (S04E21)                                 |
|      | Bóža (S04E20)                                       |
|      | Z dobré rodiny (S04E19)                             |
| 2019 | Jak si nepodělat život (TV seriál)                  |
|      | Až budou krávy lítat (E01)                          |
|      | Sever (TV seriál)                                   |
|      | Jenom vítr (E06)                                    |
|      | Otevřená válka (E04)                                |
|      | Pomáhat a chránit (E01)                             |
|      | Dáma a Král (TV seriál)                             |
|      | Hra na vraždu (S04E06)                              |
| 2018 | Specialisté (TV seriál)                             |
|      | Konec jedné kariéry (S02E22)                        |
| 2017 | Život a doba soudce A. K. (TV seriál)               |
|      | Nelidskost (S02E06)                                 |
|      | Guru (S02E05)                                       |
| 2016 | Polda (TV seriál)                                   |
|      | Ordinace v růžové zahradě 2 (E665)                  |
|      | Alibi na míru (S01E07)                              |
| 2008 | Černá sanitka (TV seriál)                           |
|      | Babička (E05)                                       |
| 2005 | 3 plus 1 s Miroslavem Donutilem (TV seriál)         |
|      | Reparát (S02E06)                                    |

### Divadelní záznam
| 2017 | Já jsem otec Bemle a já matka Žemle (divadelní záznam) |